# نانيو (ياماغاتا)
مدينة نانيو (بالإنجليزية: Nan'yō)‏ هي أحد المدن التابعة لمحافظة ياماغاتا. تأسست رسميًا في 01/04/1967. ويقدر عدد سكانها بـ 34542 نسمة حسب تقدير مكتب الإحصاء الياباني لعام 2012. تبلغ مساحة نانيو 160.7 كم2. بكثافة سكانية تبلغ 215 نسمة/كم2.

## أعلام
- كيوكو اينو
- ميغومي إيكيدا